# Offoy (Oise)
Offoy é uma comuna francesa na região administrativa de Altos da França, no departamento de Oise. Estende-se por uma área de 4,2 km². Em 2010 a comuna tinha 117 habitantes (densidade: 27,9 hab./km²).